# Босси, Костанте Адольфо
Костанте Адольфо Босси (итал. Costante Adolfo Bossi; 25 декабря 1876, Морбеньо — 4 января 1953, Милан) — итальянский органист, композитор, музыкальный педагог. Сын Пьетро Босси (1834—1896), органиста в своём родном городе, младший брат Марко Энрико Босси.

## Биография
Учился в Реджо-нель-Эмилия у Гульельмо Маттиоли, затем в Миланской консерватории, в том числе у Луиджи Мапелли и Винченцо Феррони.
В 1898—1906 гг. был органистом в Комо (где прежде работал его брат), затем в 1907—1952 гг. был органистом Миланского кафедрального собора. Одновременно в 1914—1941 гг. преподавал контрапункт в Миланской консерватории, был также преподавателем органа и композиции в Высшей школе церковной музыки в Милане.
Автор ряда органных сочинений.